# كليف باول
كليف باول (بالإنجليزية: Cliff Powell)‏ هو لاعب كرة قدم بريطاني في مركز الدفاع، ولد في 21 فبراير 1968 في واتفورد في المملكة المتحدة. لعب مع نادي هيرفورد ونادي واتفورد.